# Themistocles Gluck

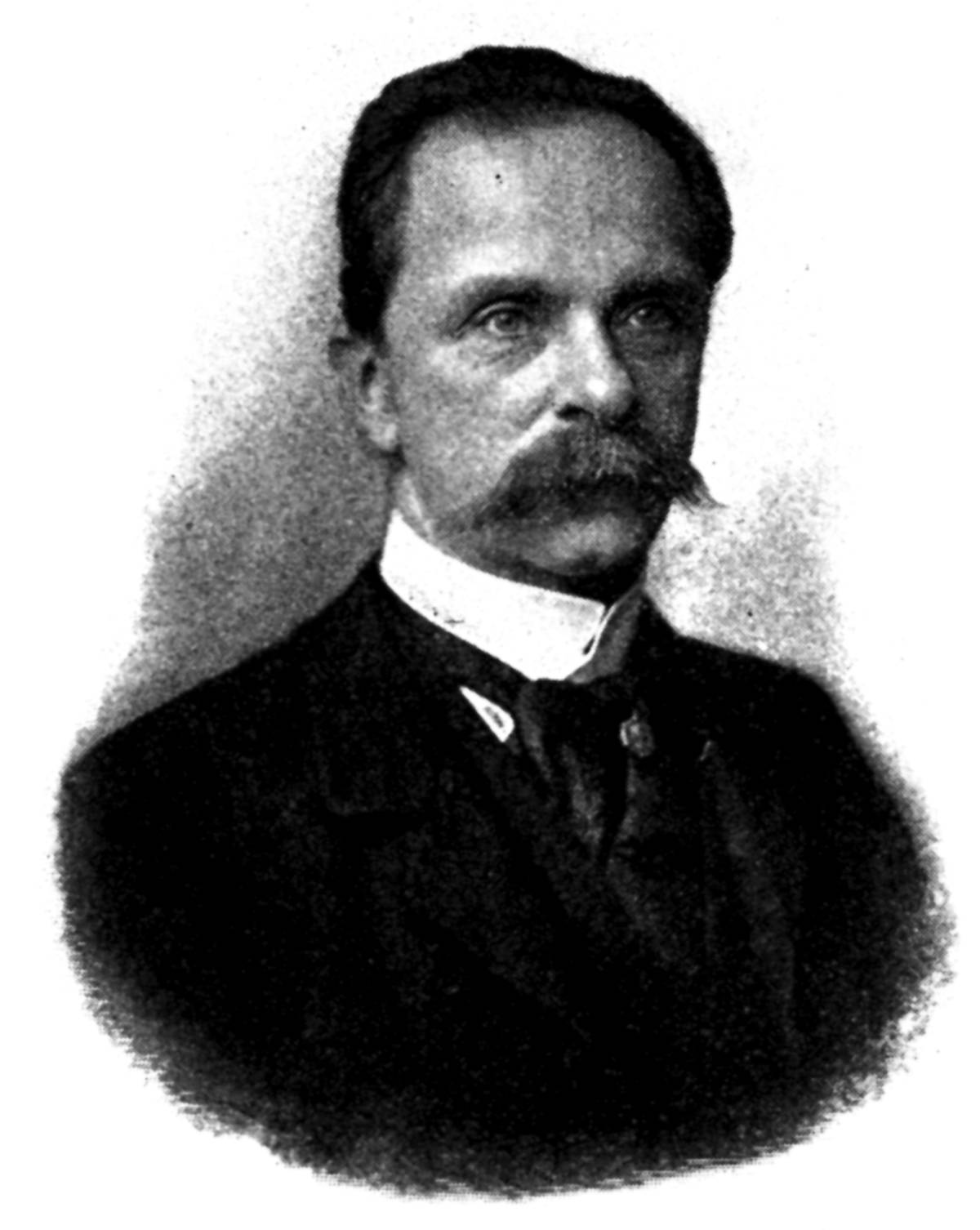
Themistocles Gluck, vor 1902

Themistocles Gluck (* 30. November 1853 in Jassy, Fürstentum Moldau; † 25. April 1942 in Berlin) war ein deutscher Chirurg.

## Leben und Wirken
Die Eltern hatten aus Kummer über den Tod zweier Kinder Deutschland verlassen und in Jassy in Rumänien ein neues Leben begonnen. Hier wurde Themistocles geboren, der seinen Namen von einem griechischen Paten erhielt, einem Freund der Eltern. Der Vater, ein Arzt, wurde später Leibarzt von Karl I. (Rumänien).
Zur Fortbildung schickten die Eltern den Sohn 1864 auf eine deutsche Schule, auf das Maria-Magdalenen-Gymnasium in Breslau. Nach dem Abitur im Jahre 1873 (mit Felix Auerbach) studierte er Medizin an der Universität Leipzig. 1874 wurde er im Corps Saxonia Leipzig recipiert. Als Inaktiver wechselte er an die Friedrich-Wilhelms-Universität zu Berlin. Rudolf Virchow, Bernhard von Langenbeck und Ernst von Bergmann waren dort seine Lehrer. Nachdem er 1876 das Staatsexamen abgelegt hatte, nahm er als Militärarzt am Russisch-Osmanischen Krieg (1877–1878) teil. Danach war er in Berlin von 1878 bis 1884 Assistent bei Langenbeck und Bergmann. 1882 habilitierte er sich – im Alter von 29 Jahren – für Chirurgie.
1890 wurde er als chirurgischer Chefarzt an das neue Kaiser- und Kaiserin-Friedrich-Kinderkrankenhaus in Berlin-Wedding berufen. Im Jahr 1893 wurde er in die Deutsche Akademie der Naturforscher Leopoldina  gewählt. Bis 1887 hatte Themistocles Gluck 21 große Operationen in Lokalanästhesie mit Injektionenen von Kokainlösungen durchgeführt. Bis 1924 war er am Krankenhaus im Wedding tätig. Glucks grundlegende und zukunftsweisende Forschungen zur Behandlung von Gefäß-, Knochen-, Muskel-, Sehnen- und Nerven-Defekten durch Nähen, Transplantation und Plastik-Prothesen wurden anfangs von etablierten Kollegen abgelehnt. Schon 1890 hatte er eine Kniegelenksendoprothese aus Elfenbein mit Hilfe von Kolophonium und Gips implantiert. Gluck konzipierte die Zementfixation von Prothesen, eine Idee, die John Charnley gut 50 Jahre später aufnahm und durchsetzte.
Seine Frau war ihm eine große Stütze. Theodor Billroth, Chirurg und Musikliebhaber wie Gluck, schrieb seinem Freund Johannes Brahms über Gluck: Jeder Forscher ist im Grunde eine Art Künstler gewesen. Mit reicher Phantasie und kindlichem Sinn. Wissenschaft und Kunst schöpfen aus einer Quelle.

## Ehrungen
Für seine Arbeiten zur Nervennaht und Nervenregeneration erhielt er den 1. Staatspreis der Berliner Universität. Die französischen Chirurgen Louis Léopold Ollier und Jules Péan hatten schon in den 1890er Jahren Glucks Bedeutung erkannt. Mit seiner Kehlkopfoperation erlangte er Weltruf. Trotzdem dauerte es lange, bis er als nichtuniversitärer Chirurg die gebührende akademische Anerkennung fand. Erst in seinem 70. Lebensjahr (1922) wurde er zum a. o. Professor ernannt und sogar für den Nobelpreis vorgeschlagen (erfolglos, denn seine Arbeit galt zum damaligen Zeitpunkt als zu alt).  Die Deutsche Gesellschaft für Chirurgie verlieh ihm die Ehrenmitgliedschaft. Nun bekannten sich auch namhafte Chirurgen wie Hermann Kümmell und Erwin Payr in Deutschland zu Gluck und seinen Ideen. Seit dem Jahr 2000 wird von der Deutschen Gesellschaft für Orthopädie und Orthopädische Chirurgie jährlich der Themistocles-Gluck-Preis für Endoprothetik verliehen.

## Werke
- Ueber Neuroplastik auf dem Wege der Transplantation. In: Archiv für klinische Chirurgie. Band 25, 1880, S. 606–616
- Ueber Transplantation, Regeneration und entzündliche Neubildung. In: Berliner Klinische Wochenschrift. Band 18, 1881, S. 529 ff.
- Die Invaginationsmethode der Osteo- und Arthroplastik. In: Berliner klinische Wochenschrift. Band 19, 1890, S. 732–736
- Referat über die durch das moderne chirurgische Experiment gewonnenen positiven Resultate, betreffend die Naht und den Ersatz von Defecten höherer Gewebe. In: Archiv für klinische Chirurgie. Band 41, 1891 6, S. 15
- Autoplastik-Transplantation – Implantation von Fremdkörpern. In: Berliner Klinische Wochenschrift. Band 27, 1890, S. 421–427
- Die Entwickelung der Lungenchirurgie. In: Archiv für klinische Chirurgie. Band 83, 1907, S. 581–601
- D. Wessinghage: Themistokles Gluck – Von der Organexstirpation zum Gelenkersatz. In: Deutsches Ärzteblatt. Band 33, 1995